# شهرستان ابرکوه
متغیرهای نامعتبر در {{#coordinates:}} واردشده است.
شهرستان اَبَرکوه یکی از شهرستان‌های استان یزد است که در مرکز ایران قرار گرفته است. شهر ابرکوه مرکز این شهرستان است. ابرکوه در غرب استان یزد در ۳۰ کیلومتری مرز آن با استان فارس قرار دارد.

## جمعیت
جمعیت شهرستان ابر کوه در سال ۱۳۹۵، برابر با ۵۱٬۵۵۲ نفر بوده‌است. آمارهای وزارت آموزش و پرورش حاکی از آن است که این شهر در ریشه کنی بی سوادی پیشگام و سرآمد دیگر شهرهای ایران می‌باشد. این شهر دارای دو نقطه شهری ابرکوه و مهردشت می‌باشد. تقریبا اکثر مردم شهرستان فارس هستند ، در مناطق غربی و جنوبی به زبان های بختیاری و عربی و ترکی ، تکلم میکنند.
محلات ابرکوه که نام هر کدام وجه تسمیه خاص خود را دارد عبارتند از :  دربقلعه، نبادان، جهانستان، محله بازار، محله طاووس، نظامیه، دروازه میدان، گل کاران، گل میدان، دروازه علی.

## وضعیت جغرافیایی
ابرکوه در حاشیه کویری واقع شده‌است. در ۲۰ کیلومتری شرق این شهرستان کویر نسبتاً وسیع ابرکوه واقع شده‌است و مرتفع‌ترین نقطه شهرستان تپه‌ای به ارتفاع ۲۳۷۸ متر است که در شمال غربی شهرستان قرار گرفته‌است.
مختصات جغرافیایی ابرکوه: ۳۱ درجه و ۷ دقیقه و ۴۴ ثانیه شمالی و ۵۳ درجه و ۱۶ دقیقه و ۵۷ ثانیه شرقی می‌باشد. (مختصات میدان اصلی شهر)

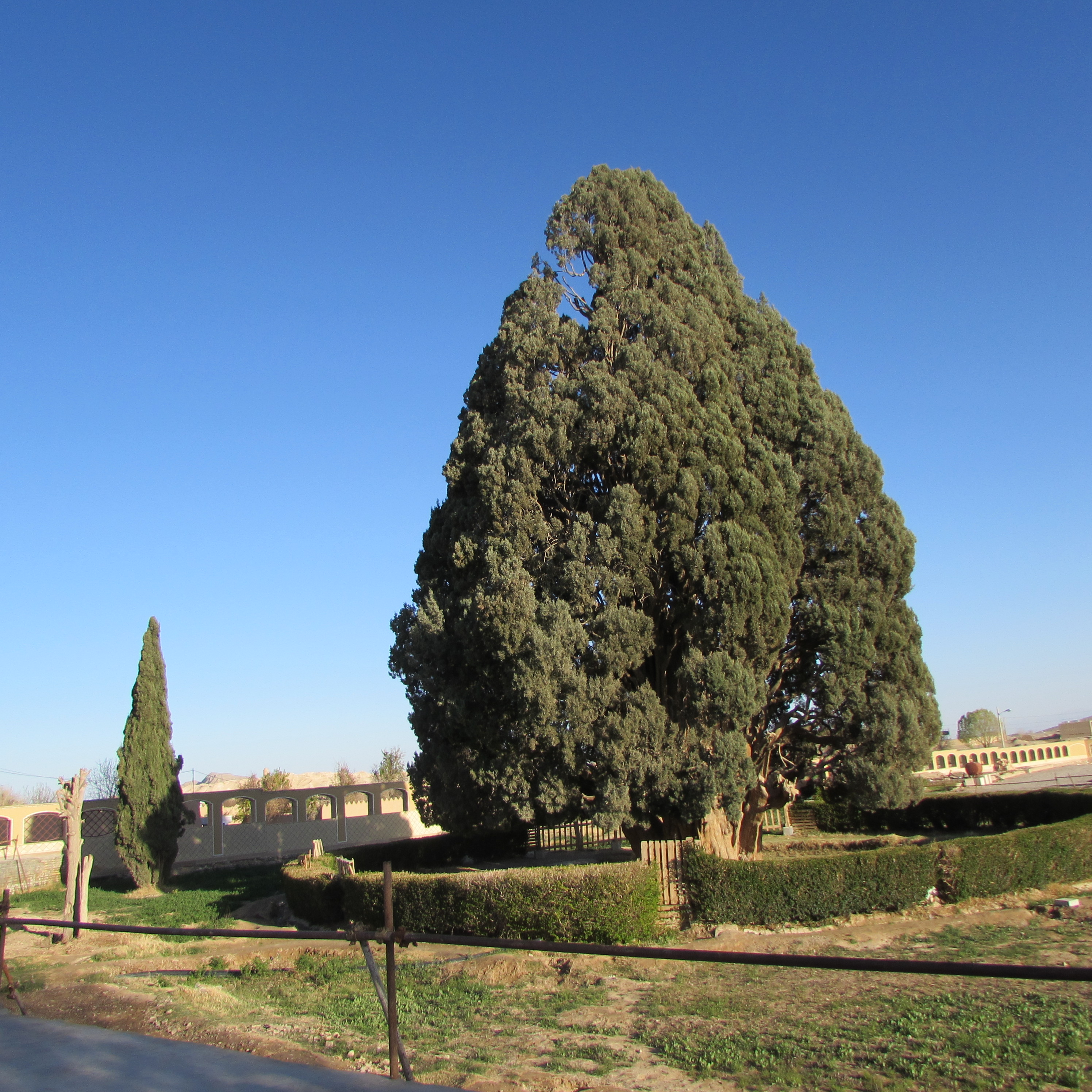
سرو ابرکوه

## کویر ابرکوه
کویر ابرکوه آب اصلی خود را دو رودخانه موجود در حاشیه شمال غربی و رودخانه‌های دیگری که از حاشیه جنوب شرقی وارد کویر می‌شوند تامین می‌کند. قسمت اعظم این کویر را نمکزار با فرورفتگی‌های پراکنده فرا گرفته‌است. خاک‌های رسی باد کرده قسمت اعظم بخش جنوبی شرقی را فرا گرفته‌است و به صورت نوار کل نمکزار را در قسمت‌های دیگر دربر گرفته‌است. در حاشیه شمال غربی در حد فاصل خاک‌های رسی و نمکزار باتلاق قرار دارد. باتلاق‌ها به صورت نوار پهنی حاشیه شمال غربی کویر را می‌پوشانند.

## راه‌های ورود به منطقه کویری
مسیر اول مسیر جاده ابرکوه به تفت و جاده خاکی مزرعه آخوند می‌باشد.
مسیر دوم مسیر ابرکوه به مهرآباد و سپس جاده خاکی اسفندآباد می‌باشد.

## نقاط دیدنی
- مجوعه پردیس ابرکوه واقع درمحله تاریخی دروازه میدان (خانه موسوی -خانه سیدعلی آقا-خانه آقازاده)
- خندق تاریخی شهر (پیش از اسلام)
- سرو کهن ابرکوه
- یخچال ابرکوه

- گنبد عالی

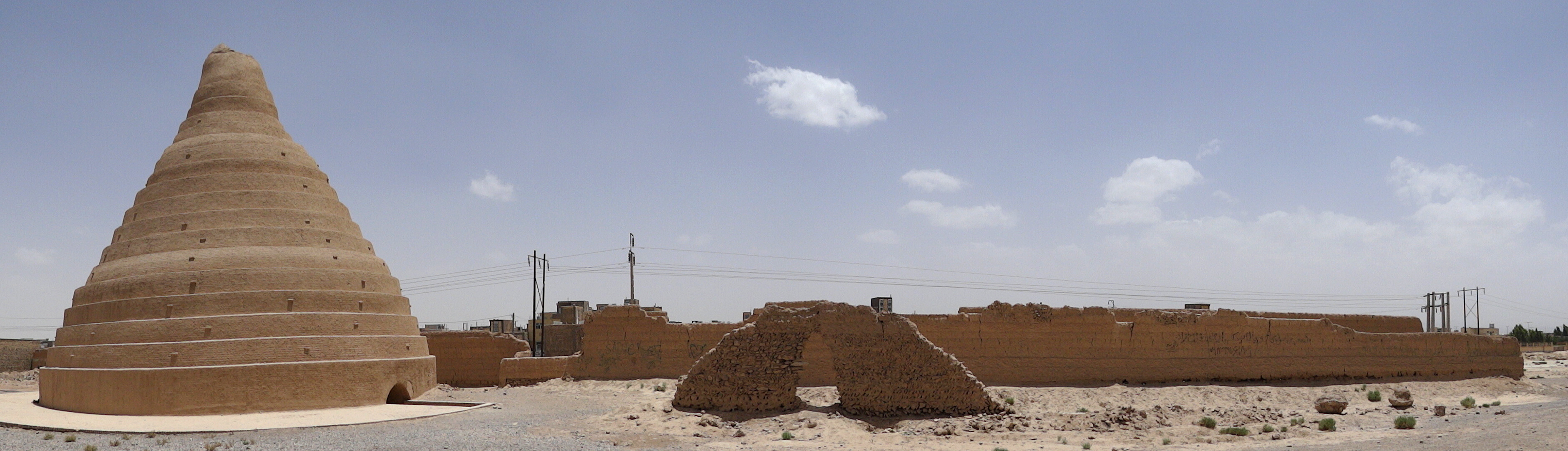
پانورامایی از یخچال خشتی ابرکوه

ساختمان گنبد عالی ابرکوه از سالم‌ترین ساختمان‌های زمانه سلجوقیان و از ارزشمندهای هنر [مهرازی] ایران است.
ساختار بنا از سنگ و چاروگ (ساروج) و هشت گوش است که بر روی کرسی چهارگوشی که گوشه‌هایش پخ شده ساخته شده، شکل گنبد در بخش آسمانه مانند عرقچین است بلندای ساختمان ۲۲، هر بدنه دیوار ۵/۴۲ و درآیگاه ۱/۲۰، بلندای آسمانه از درون ۱۲ و بلندای کرسی از روی زمین ۲ متر می‌باشد.
بر بدنه ساختمان ۳ رج چفدآویز زیر پایه گنبد ودو سنگ نبشته بخط کوفی بنایی از آجر برجسته که یکی زیر چفدآویزها و دیگری بر بالای درآیگاه است.
این آرامگاه، گور امیر شمس الدوله علی هزار اسب از خاندان دیلمیان و مادرش بوده که بدستور فرزندش فیروزان در سال ۴۴۸ ماهشیدی (قمری) ساخته شد.
گنبد عالی ابرکوه در سال ۱۳۱۲ به شماره ۱۹۵ در فهرست آثار ملی ایران نگاشته شد.
- مسجد نظامیه

- عمارت میان قلعه
- کاسه رود

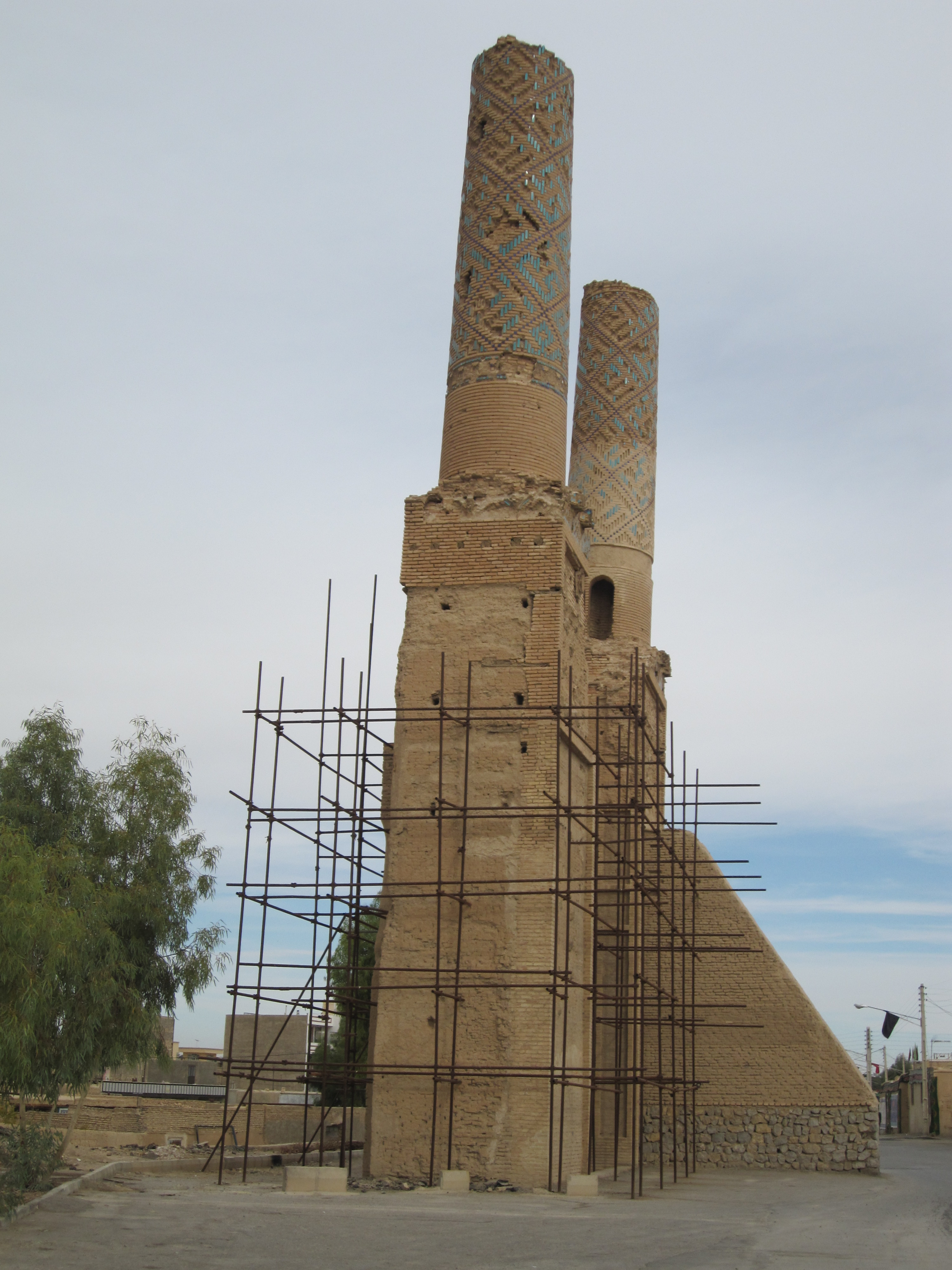
مناره ابرکوه

- روستای باستانی مَیَم (Mayam) که در شاهنامه آورده شده است.
- آب انبار ابرکوه
- خانه قدیمی صولت
- مناره‌های مسجد نظامیه
- آرامگاه عزیزالدین نسفی
- مقبره سردار مفخم

خانه آقازاده و بادگیر آن مربوط به دوره قاجار است و در ابرکوه، محله دروازه، میدان ابرقو واقع شده و این اثر در تاریخ ۲۴ بهمن ۱۳۷۵ با شمارهٔ ثبت ۱۸۳۸ به‌عنوان یکی از آثار ملی ایران به ثبت رسیده‌است.
از سال ۱۳۹۳، اسکناس‌های ۲۰هزار ریالی با طرحی از نمای این خانه تاریخی در ایران منتشر شده‌است.

### بادگیر
بادگیر این خانه یکی از بادگیرهای اصیل و زیبای ابرکوه محسوب می‌گردد که ۱۸ متر ارتفاع دارد و مساحت آن ۱۸ مترمربع است و در دهانه بادگیر ۱۹ دریچه تنظیم هوا وجود دارد که با بادگیر دوم هماهنگی و ارتباط دارد. این بادگیر می‌تواند تنظیمات هوا را حتی در زمانی که هیچ بادی نمی‌وزد، انجام دهد. این بادگیر، برخلاف اکثر بادگیرها، دو طبقه است.
منبع:

## سرو ابرکوه

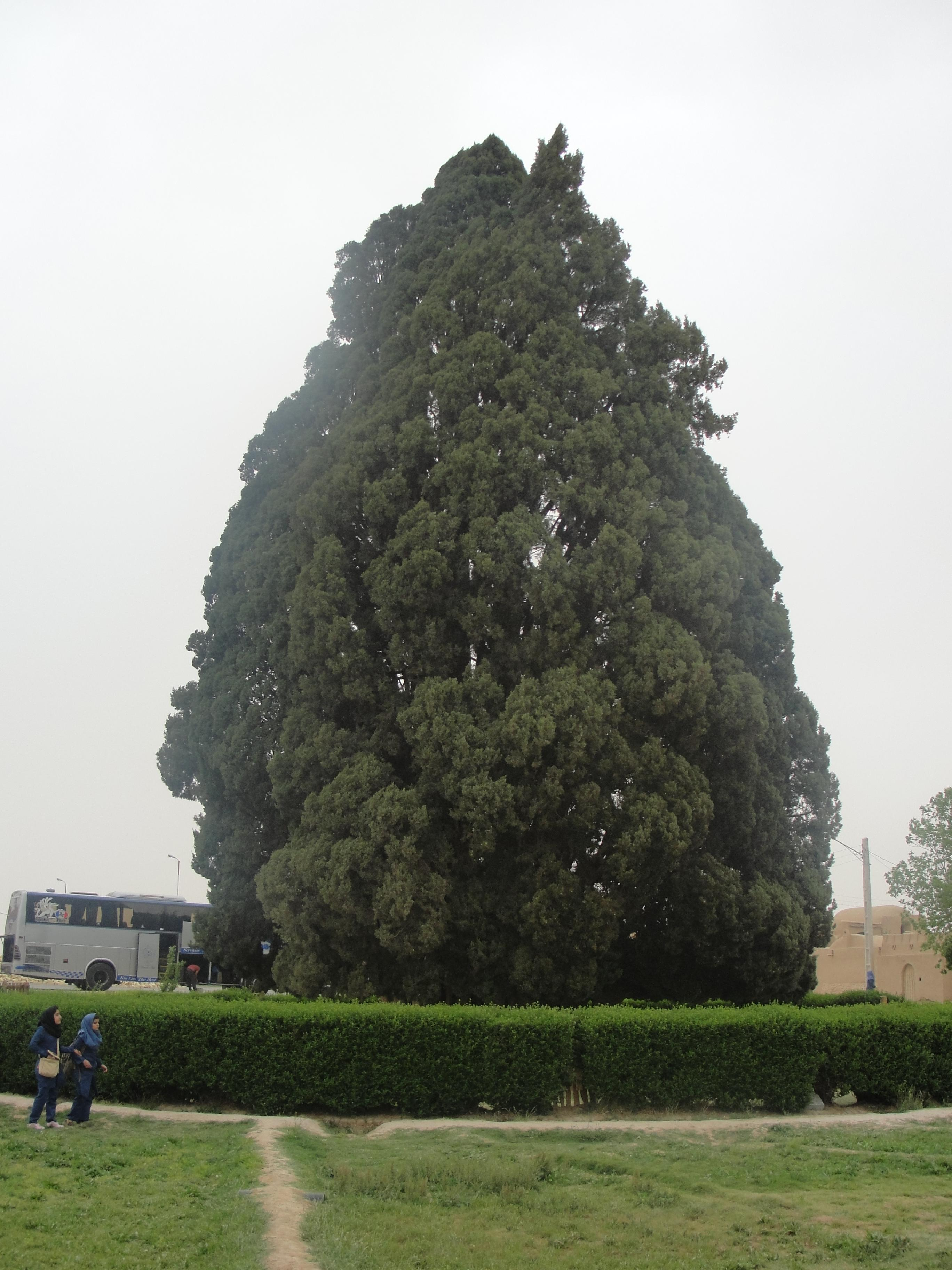
سرو کهنسال شهرستان ابرکوه با ۲۵ متر ارتفاع ۱۸ متر محیط و ۵٫۱۱ متر اندازه دور تنه.

یکی از درختان سرو کهنسالی که در ایران همچنان استوار است، در شهر ابرکوه‌است که کهنسال‌ترین سرو جهان به‌شمار می‌رود. مارکوپولو در خاطرات سفرش به ایران می‌نویسد: «یکی از چند سروی که در ایران دیده‌ام سرو خوش بالای ابرکوه‌است که همچون آبشاری سبز از آسمان بر روی زمین تنیده ابرکوه فرو می‌آید و از هر طرف که وارد ابرکوه شوی سرو کهنسال و پرطراوت مانند چراغ دریایی سبزی ما را به بندر دریای کویر و خورشید تابان فرا می‌خواند»... حمدالله مستوفی هم می‌نویسد:” آنجا سروی است که در جهان شهرتی عظیم دارد. چنانچه سرو کشمیر و بلخ شهرتی داشته و اکنون این از آن‌ها بلندتر و بزرگتر است. “....
دانشمند روس الکساندروف، عمر این سرو را بیش از ۴٬۵۰۰ سال می‌داند. برخی از افسانه‌ها، کاشتن آن را به زرتشت نسبت می‌دهند و برخی نیز به یافث (پسر نوح).
Alternative Source for Persian and Foreign Users:
https://fa.everybodywiki.com/Abarkuh_Cypress

## تقسیمات کشوری
- بخش مرکزی شهرستان ابرکوه
  - دهستان تیرجرد
  - دهستان فراغه

شهر: ابرکوه
- بخش بهمن
  - اسفندار
  - مهرآباد

شهر: مهردشت

## فرمانداران
محمد حسین امامی؛محمد کاظمی نسب؛
نبی رسولی؛
اسماعیل برزگرزاده،محمد هادی زارع زاده

## بخشداران
عباس مهری ابرقوئی بخشدار مرکزی
محمد علی اکرمی بخشدار بهمن

## مراکز علمی
- دانشگاه آزاد ابرکوه از تاریخ ۱۳۷۳ افتتاح گردیده.
- دانشگاه پیام نور واحد ابرکوه
- دانشکده پیراپزشکی ابرکوه دانشگاه علوم پزشکی یزد
- دانشگاه شریف مرکز آموزش عالی فنی و حرفه‌ای ابرکوه
- مرکز علمی کاربردی واحد ابرکوه

## نگارخانه

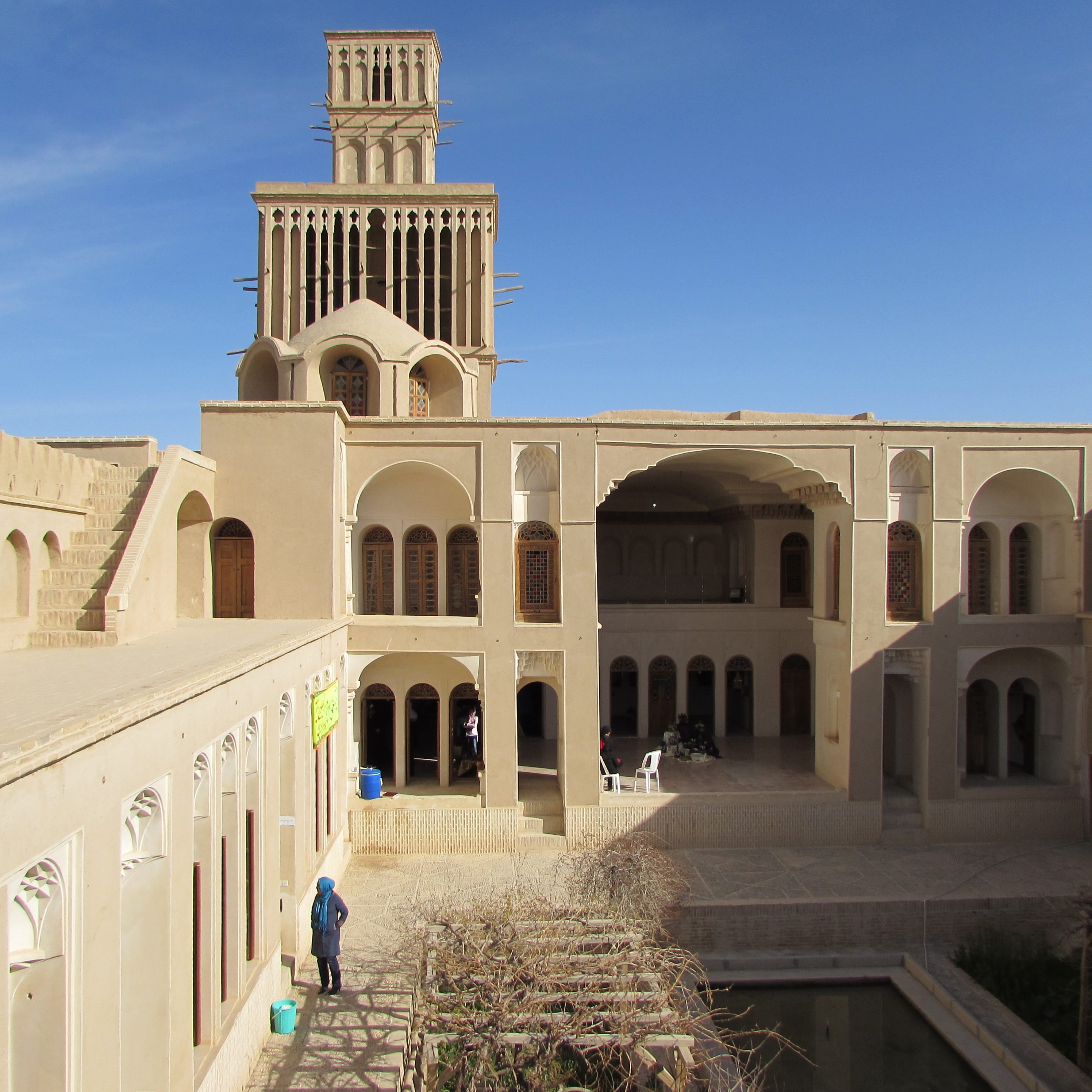
خانه آقازاده ابرکوه
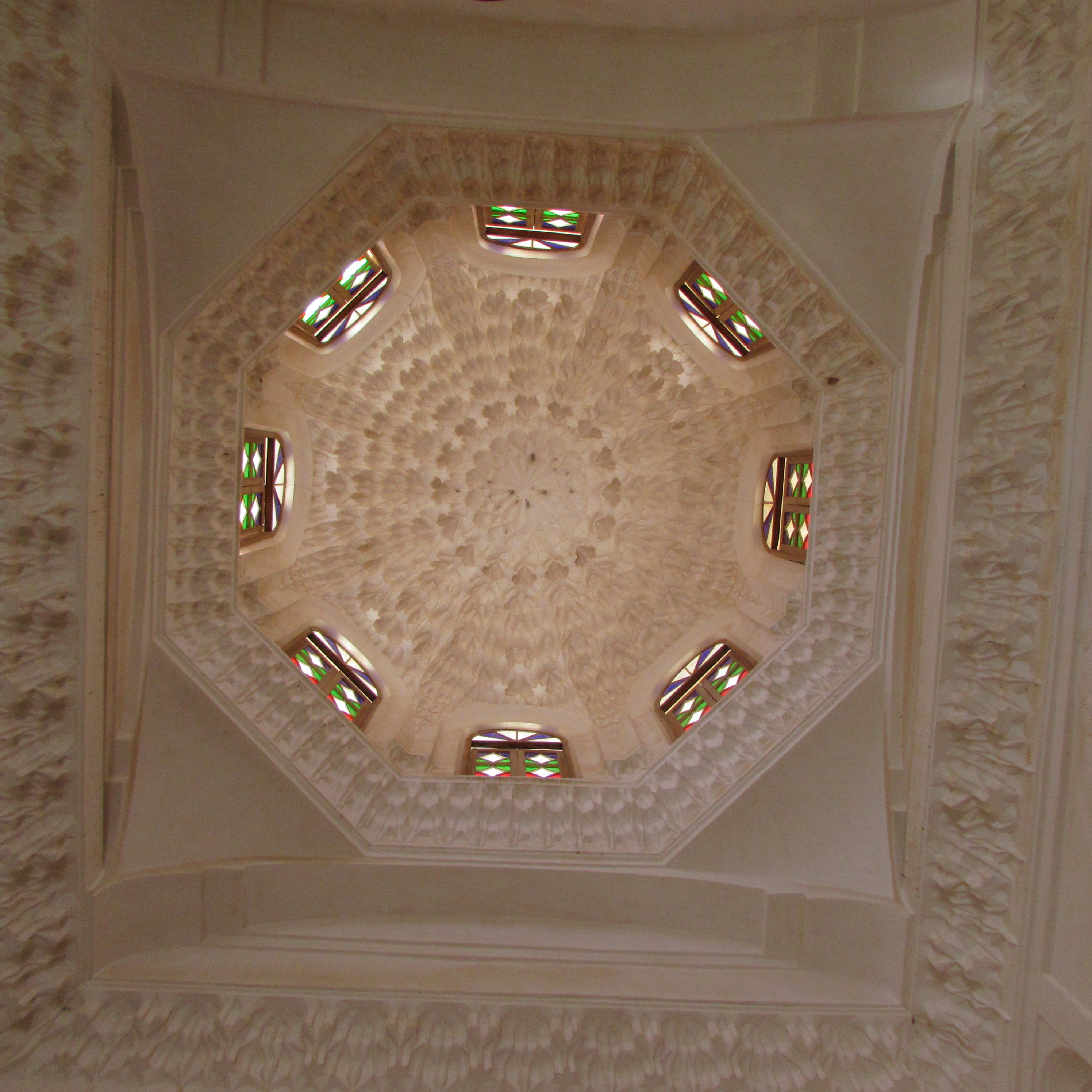
کلاه فرهنگی خانه آقازاده ابرکوه
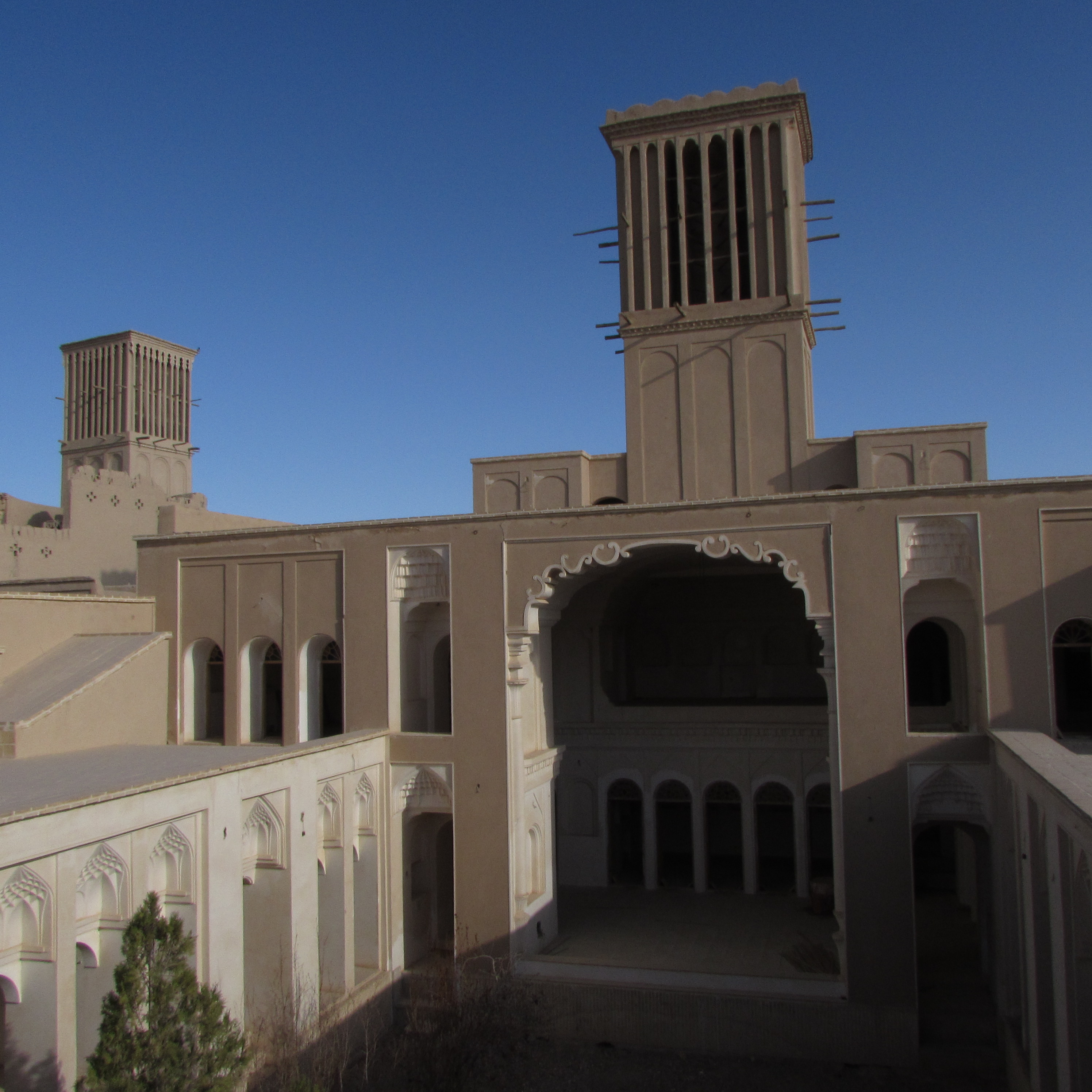
خانه سید علی آقا
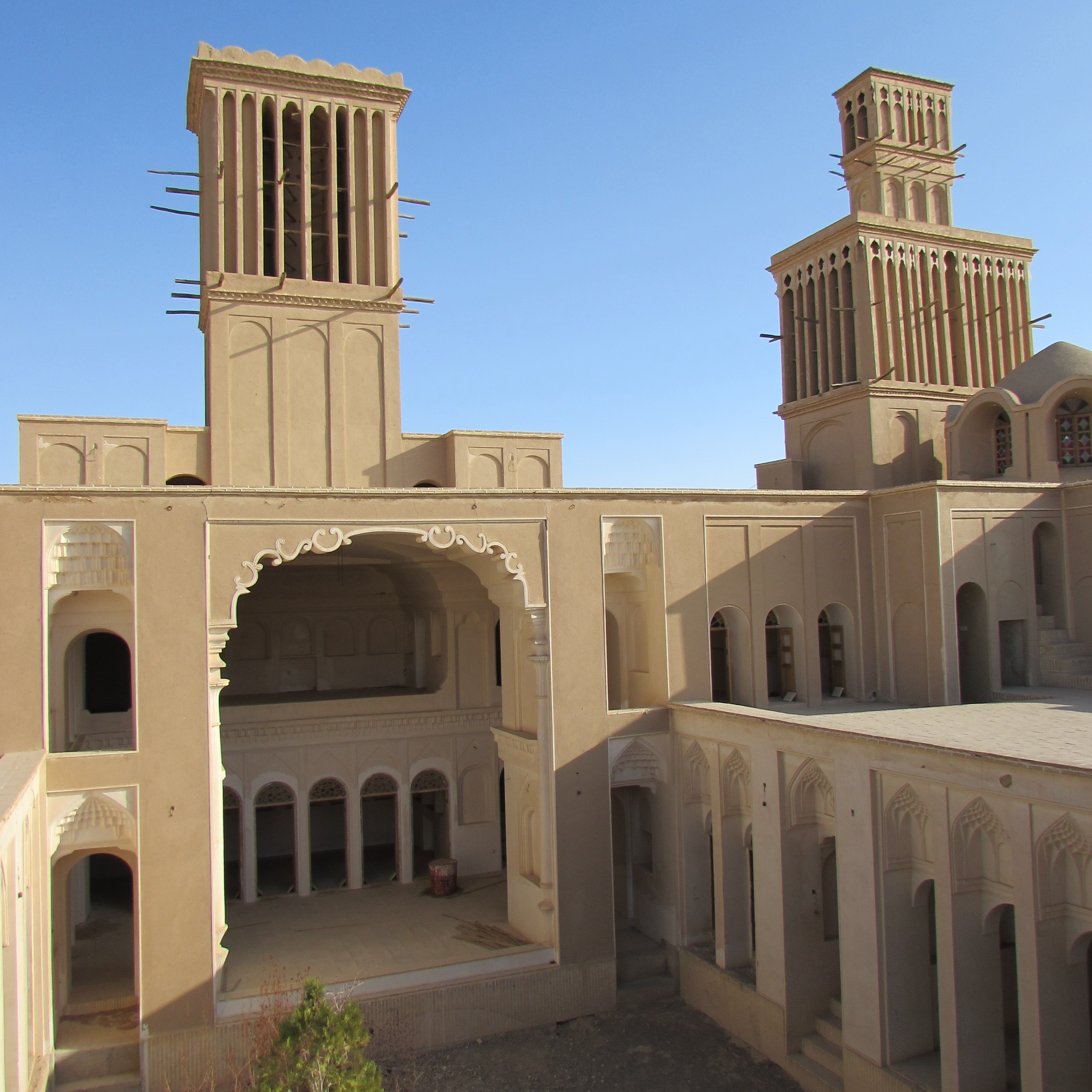
خانه سید علی آقا
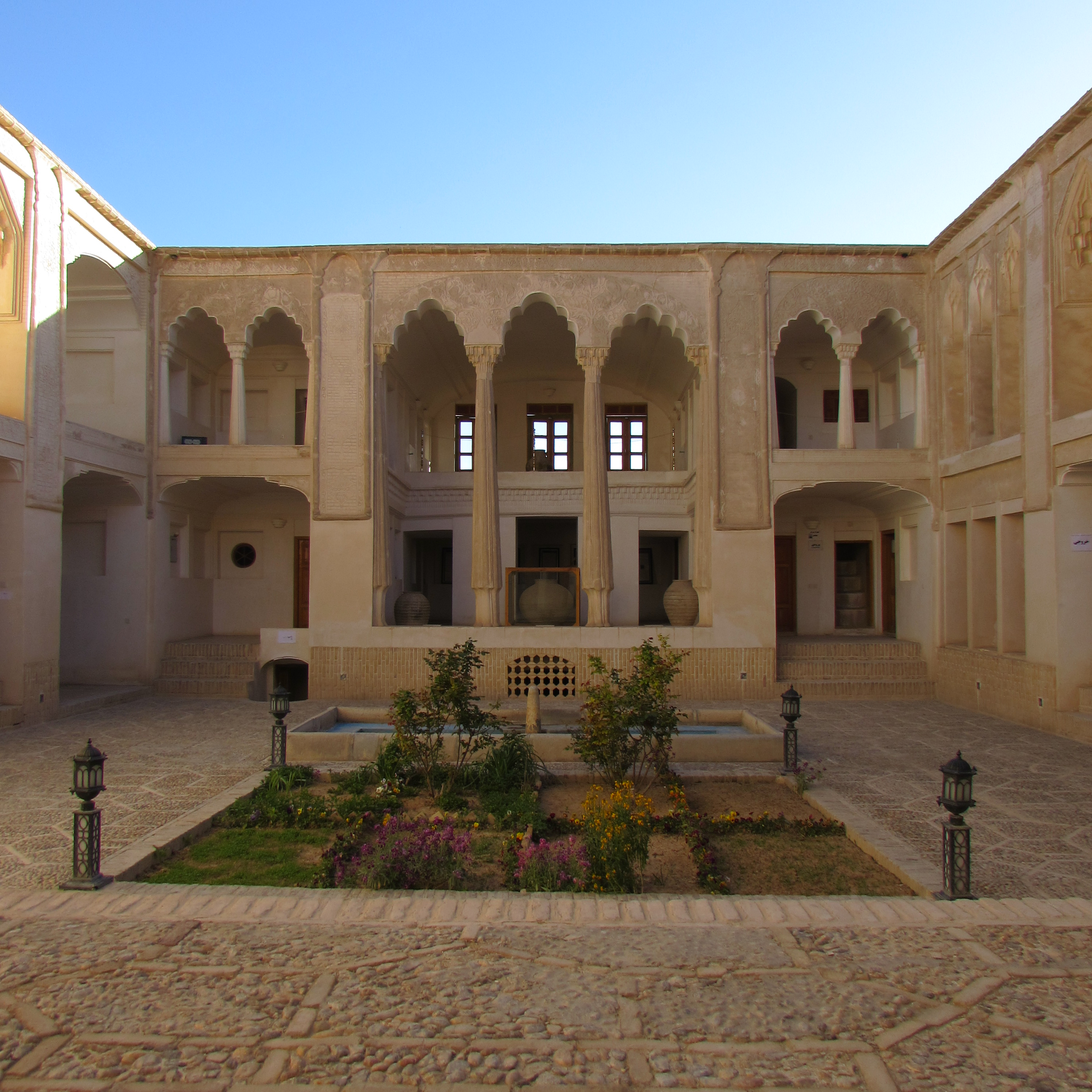
خانه صولت (اداره میراث فرهنگی شهرستان ابرکوه)
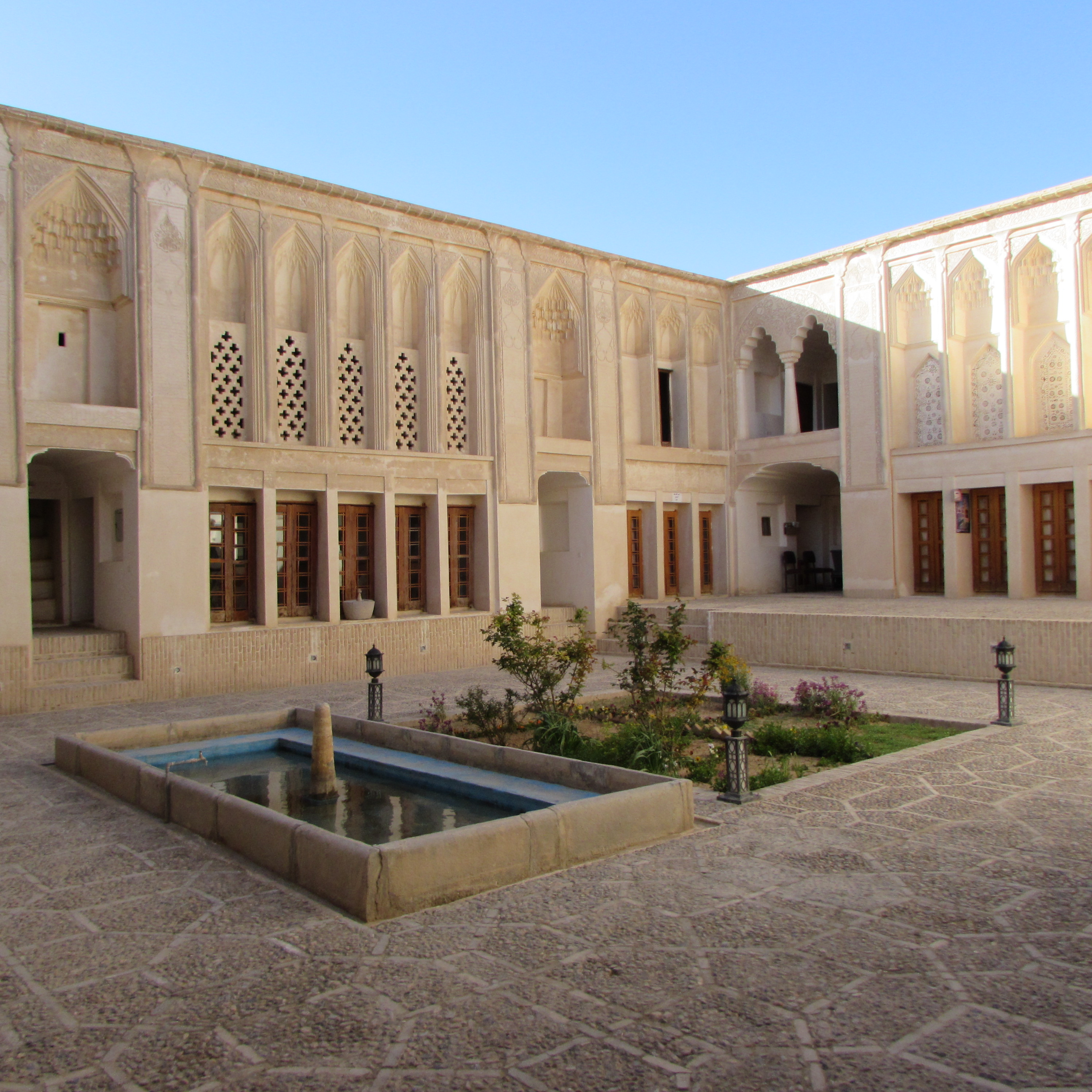
خانه صولت(اداره میراث فرهنگی شهرستان ابرکوه)
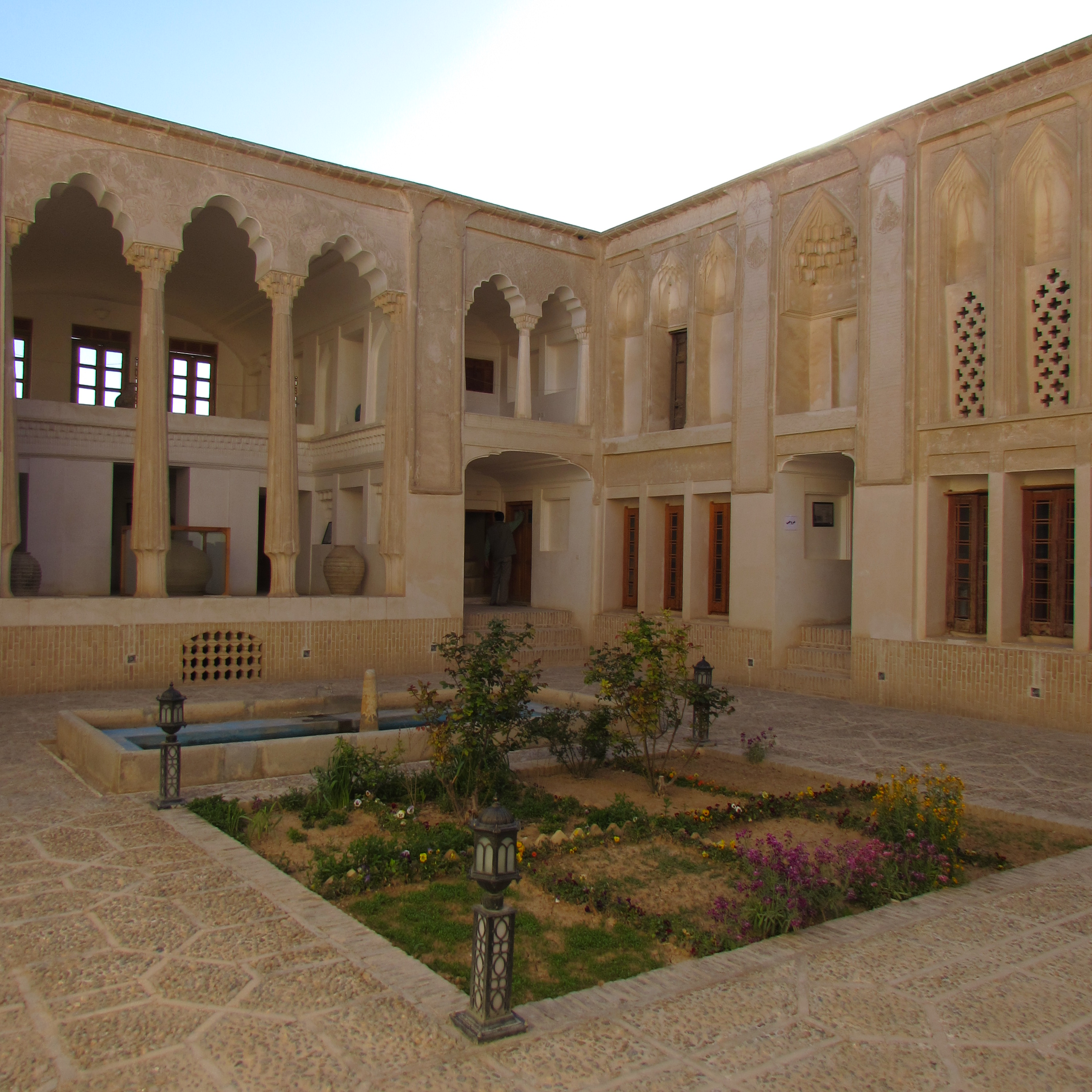
خانه صولت(اداره میراث فرهنگی شهرستان ابرکوه)
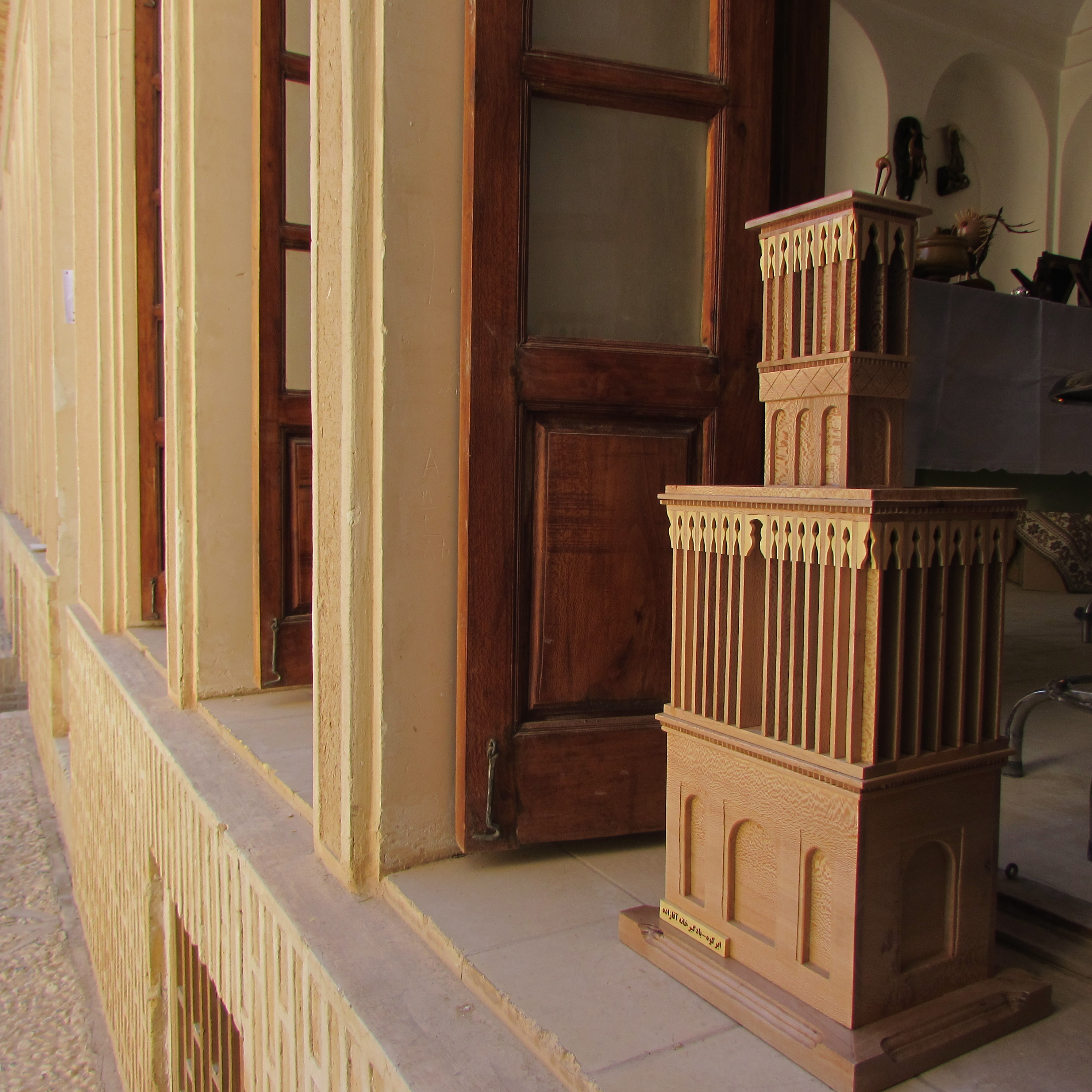
بادگیر دو طبقه ابرکوه
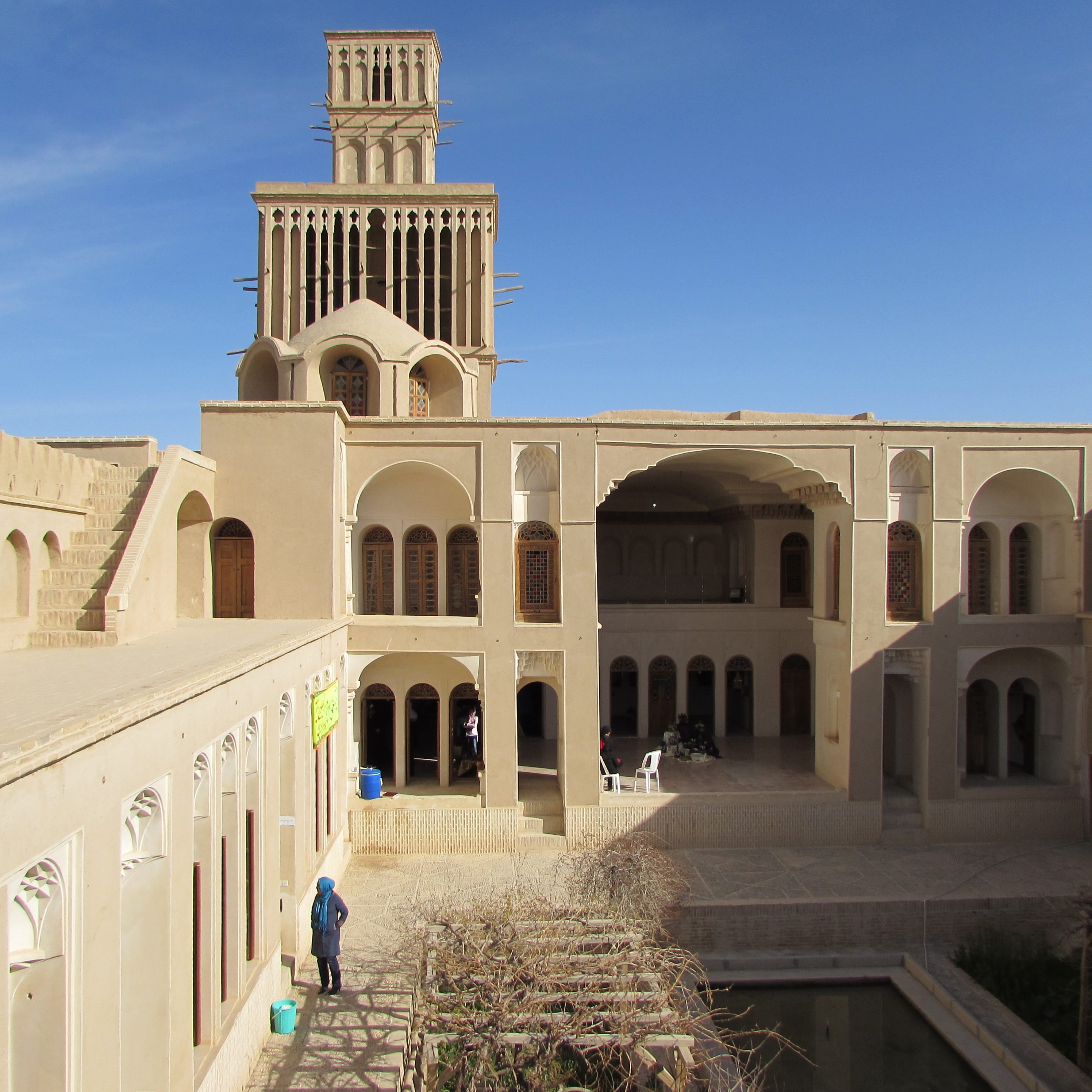
خانه آقازاده ابرکوه
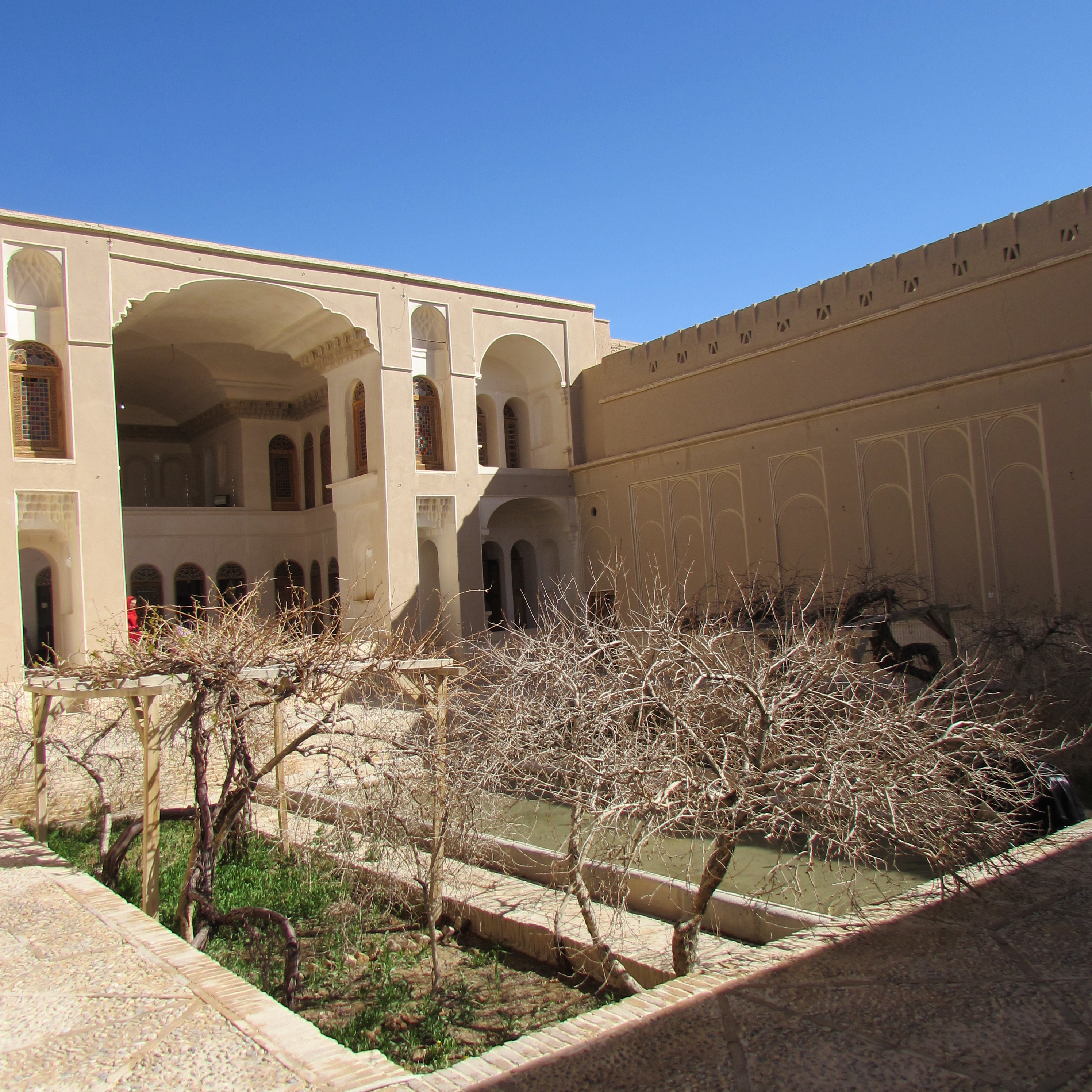
خانه آقازاده ابرکوه
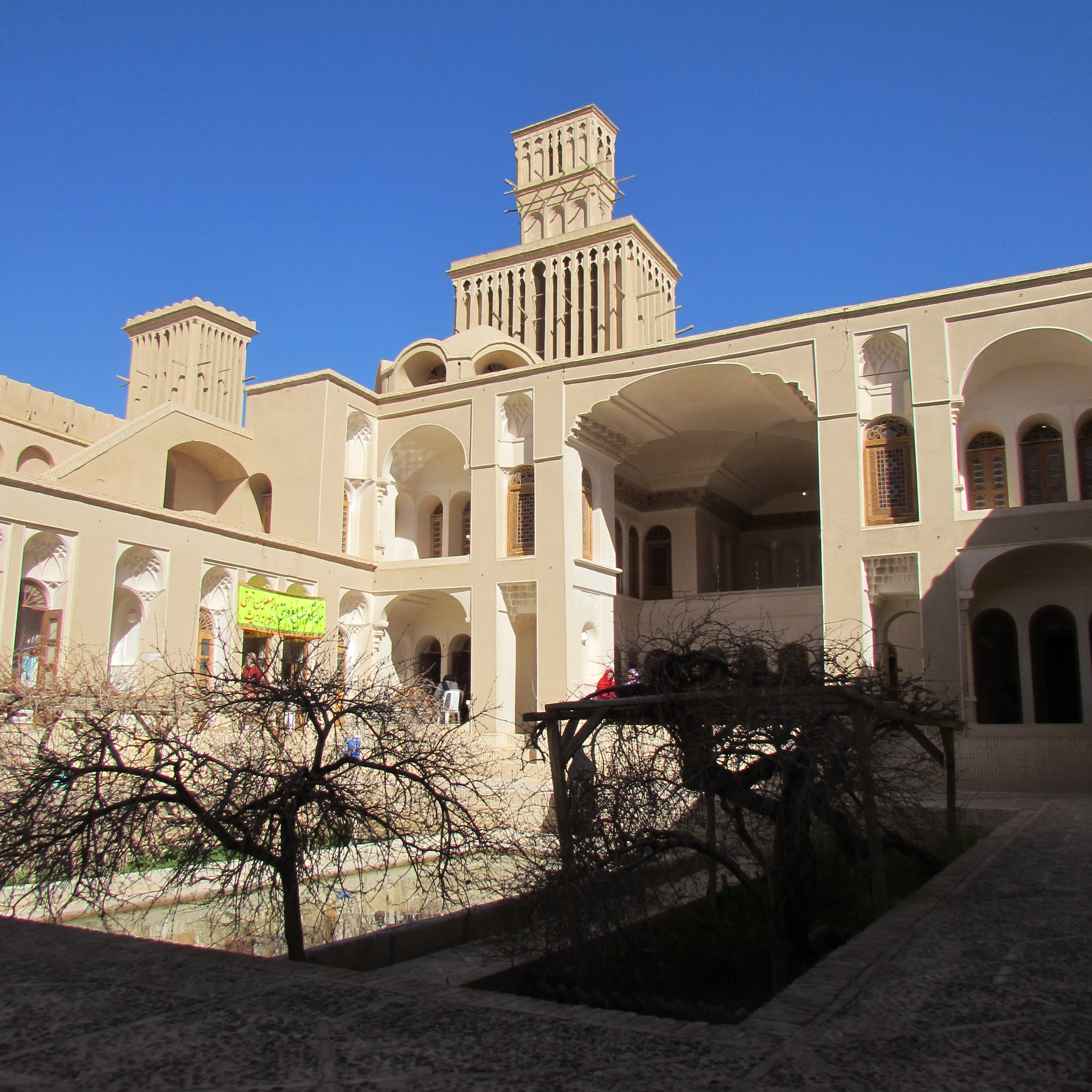
خانه آقازاده ابرکوه
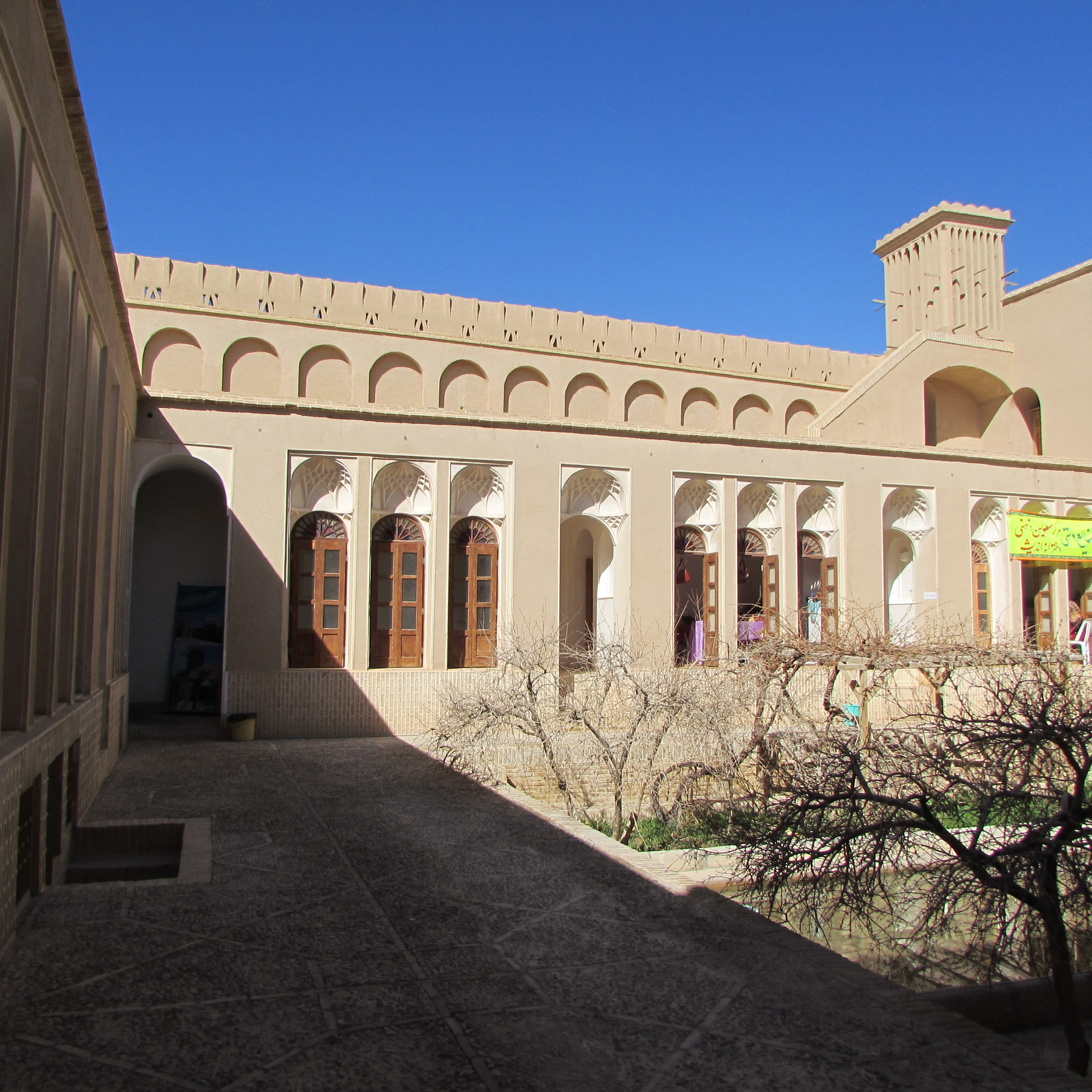
خانه آقازاده ابرکوه
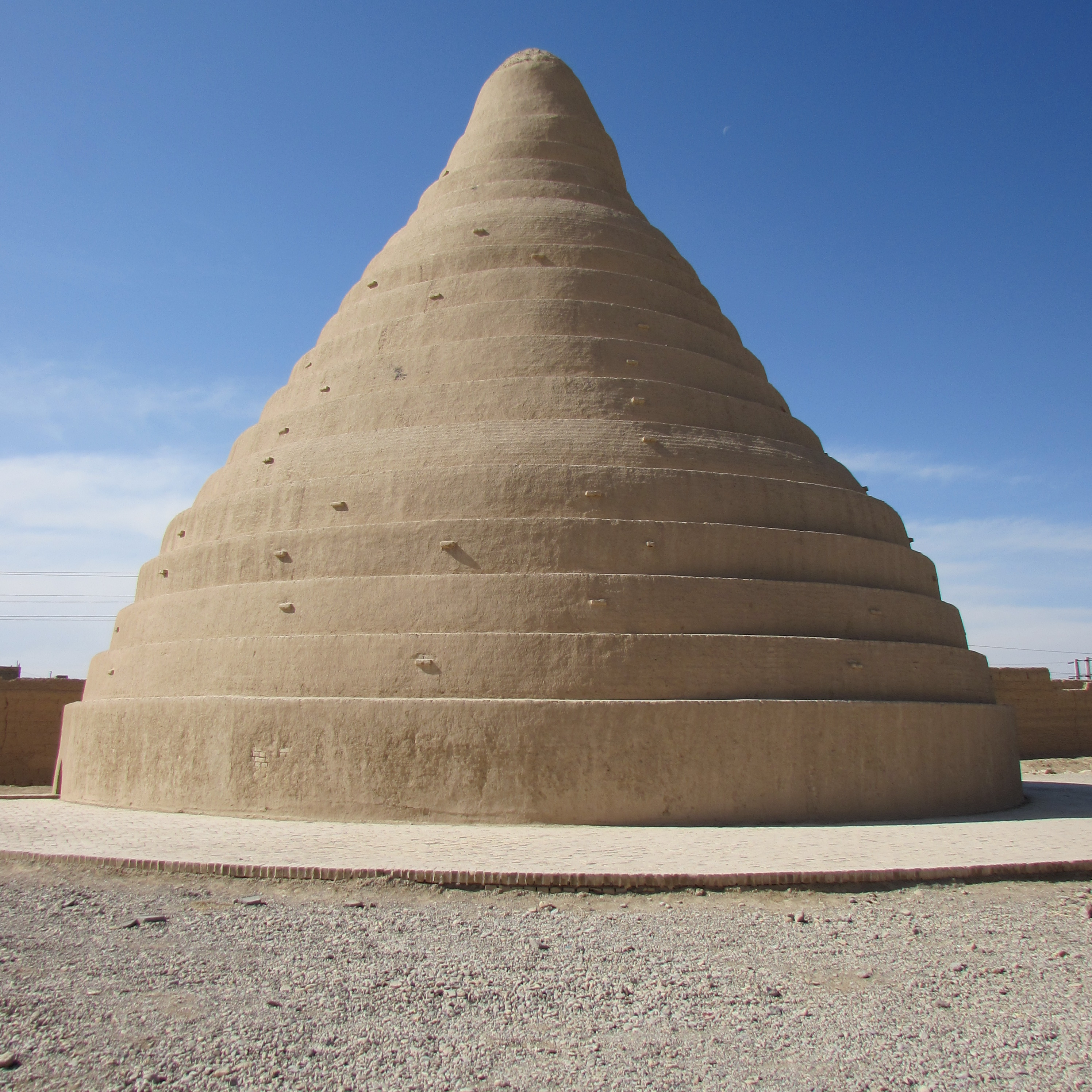
یخچال خشتی ابرکوه
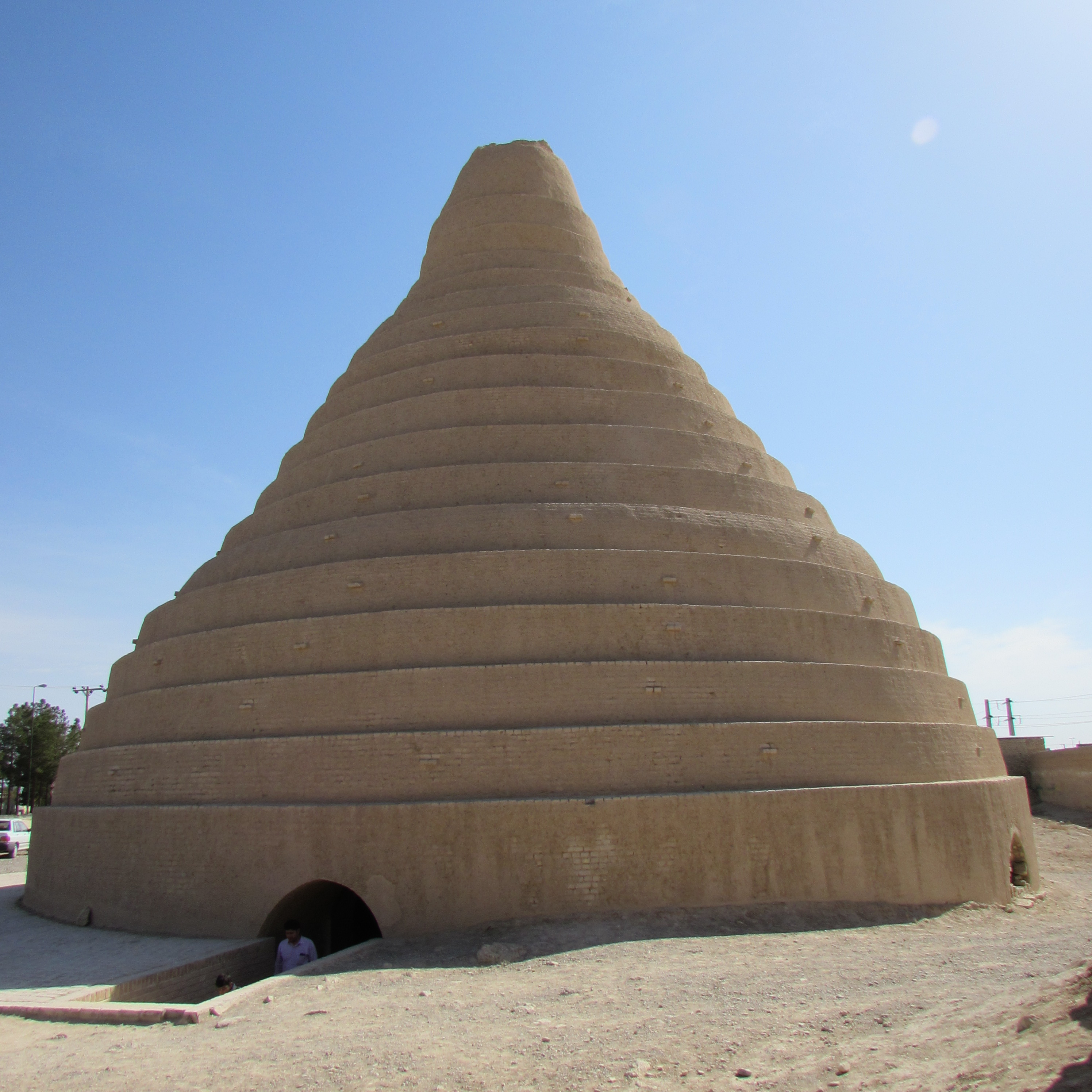
یخچال خشتی ابرکوه
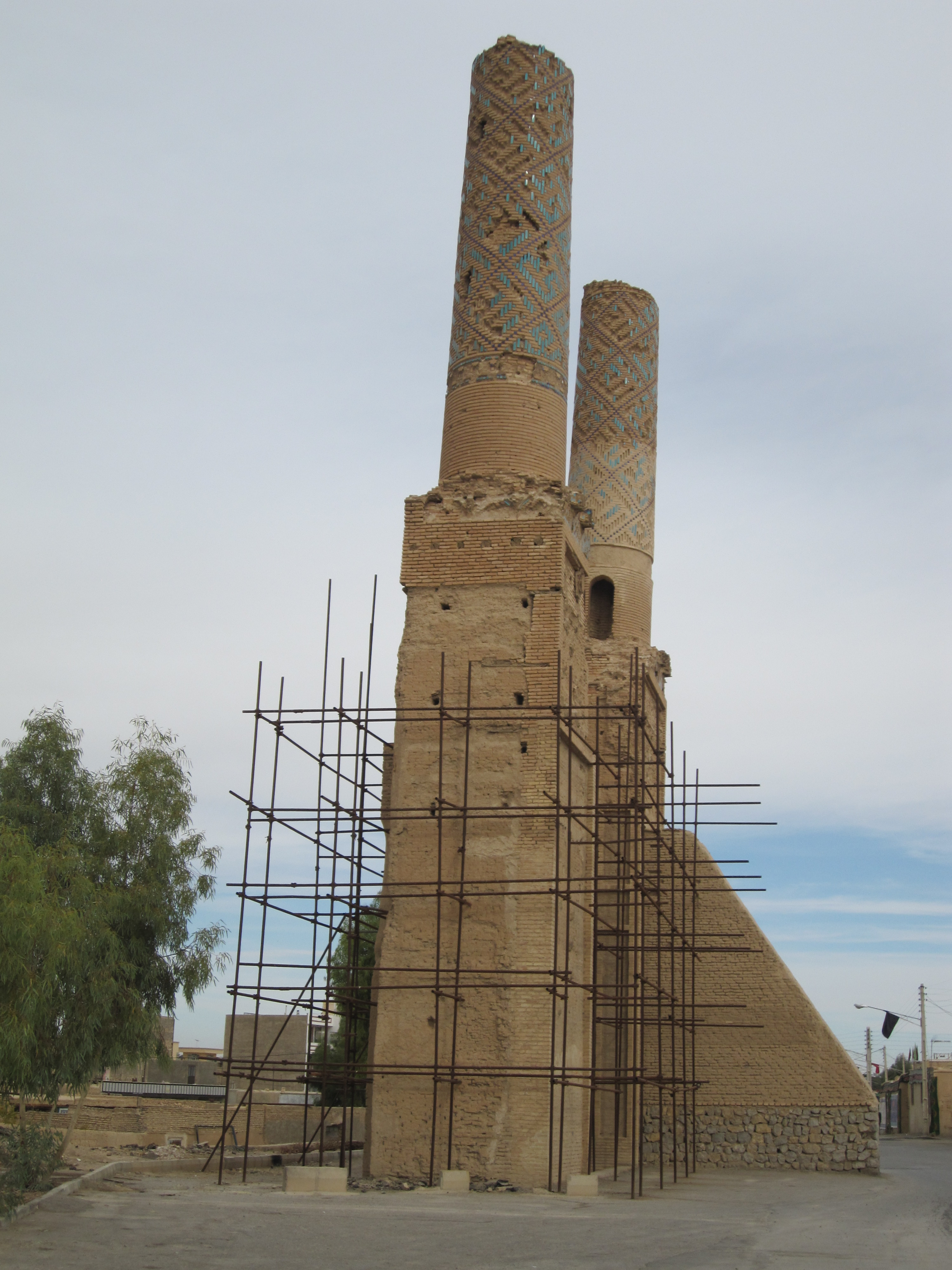
مناره مسجد جامع ابرکوه